# WarTech: Senko no Ronde
WarTech: Senko no Ronde est un jeu vidéo de shoot 'em up et de combat, développé par Sega NAOMI & G.Rev, sorti en 2006 sur Xbox 360.